# 狄膺
狄膺（1896年1月3日—1964年3月15日），原名福鼎，字君武，号雁月，江苏太仓人。中华民国政治人物，南社成员。，民國37年（1948年）在江蘇省第三選區當選第一屆立法委員。

## 生平
1896年1月3日，狄膺生於江蘇太倉璜涇鎮，父親狄璋是太倉州學的秀才。1906年，到上海龍門師範學習，畢業後回鄉辦兩等小學，狄膺入高等班。1908年，改入高等小學。冬，考入上海龍門師範，後加入南社。1911年，參加上海之役，龍門師範更名江蘇省立第二師範學校。1914年，畢業後到崑山縣第二高小任教。1916年，投考國立北京大學哲學系，與傅斯年、顧頡剛、周烈亞同寢，故也與羅家倫相識。狄膺愛好戲曲，常常填詞作曲，師從吳瞿安、黃侃。1919年，五四運動時，參加學生會，參與學生運動。6月3日，和羅家倫同去警察廳“探監”。畢業後返回上海江蘇省立第二師範任教。1921年，應吳稚暉號召赴法，入中法里昂大學研究院，研究政治經濟並奉江蘇省命調查法國省市行政狀況。1923年，入中國國民黨。
1925年冬返國，赴廣州國民黨中央政治會議秘書處工作，和葉楚傖共事。1927年，南京國民政府建立後，歷任國民黨南京市黨部宣傳部部長、國民黨江蘇省黨部指導委員。1926年8月赴廣州任中央政治會議秘書，嗣或稱政治委員會，仍任秘書，以迄於重慶國防最高委員會任秘書廳第三處長，均掌議事，致力於立法原則的擬訂，1931年，任國民會議代表。10月被任命為立法委員，19日宣誓就職，初任法制旋改財政並為憲法及土地法委員會委員，曾被派為首都附近經濟考察團團長。1935年，當選為國民黨第五屆候補中央監察委員。1940年，任國防最高委員會第三處處長。1943年，任國民黨中央執行委員會副秘書長。1945年，任國民黨第六屆中央執行委員、中央監察委員會秘書長。抗戰勝利後，當選為制憲國民大會代表。1947年，任中央政治委員會委員。1948年，當選為立法院立法委員。1949年，至臺灣。1950年，任國民黨中央改造委員會紀律委員會副主任委員。1952年，改任黨史編纂委員會副主任委員，並為國民黨中央第七至九屆中央評議委員。
1964年3月15日，在臺北市病逝墓園落腳於新竹市的青草湖畔。
- 出席制憲國民大會代表時
- 此圖為太倉狄君武先生紀念碑正面近照，背面即為先生之墓表
- 新竹靈隱寺太倉狄君武先生墓表
- 新竹靈隱寺太倉狄君武先生之墓近照